# Климентовичи
Клименто́вичи (укр. Клименто́вичі) — село в Шепетовском районе Хмельницкой области Украины. Население составляет 264 человека (на 2007 год).

## Физико-географическая характеристика
Климентовичи находится на реке Цветоха. Местные жители иногда имеют её как Канва. Высота селения над уровнем моря — 227 метров.
Вблизи села обнаружены запасы гранодиорита, использующегося для строительных работ. Исследования, проведённые в 1960-е годы, определяли возраст климентовичского гранодиорита порядка 1390 миллионов лет. В 1928 году под руководством Г. Коровниченко были проведены исследования на предмет наличия запасов пегматита, в ходе которых было установлено, что его запасы вблизи села исчерпаны и не составляют заметных запасов.
В 1983 году геолог Ю. И Смирнов из Института зоологии имени И. И. Шмальгаузена АН УССР изучил костный материал, найденный близ села Климентовичи. Согласно его исследованию на территории села Климентовичи залегают четвертичные отложения, а останки вымерших наземных млекопитающих можно отнести к неогеновым формам. В частности в известняковых породах были найдены останки представителей гиппарионовой фауны: гиппарионны, лагомериксы, цервулин и свиньи-геотерии.
На территории Климентовичского леса произрастает первоцвет обыкновенный, первоцвет весенний, подснежник белоснежный, ландыш майский, печёночница благородная, колокольчик персиколистный, наперстянка крупноцветковая, ветреница лютичная и черемша. В болотах близ села растёт пушица влагалищная, кубышка жёлтая и багульник болотный. Кроме того на этой территории растёт гриб моховик паразитный.

## История
В селе был обнаружен курганный могильник с трупосожжением, относящийся к пражской культуре древних славян. Найденные вблизи села железные удила, железную и костяную пряжку Ю. В. Кухаренко относит к VI—VIII векам.
К концу XIX века село Климентовичи входило в Заславский уезд Волынской губернии. К тому времени в селе действовала библиотека школы грамоты. В начале XX века Климентовичи входили в Звягельский уезд Шепетовской волости.
К 1937 году в селе действовала каменоломня. В годы Великой Отечественной войны село было оккупировано нацистами. В ночь с 27 на 28 января 1944 года в ходе боёв 148-я стрелковая дивизия освободила Климентовичи. По состоянию на 1973 года село входило в состав Судилковского сельского совета (центр — село Судилков) Хмельницкой области.
С 18 декабря 2016 года входит в состав Судилковской общины.

## Население
К началу XX века в селе было 16 домов и 172 жителя. В 1906 году в селе насчитывалось 23 двора и 198 жителя. На 1989 год в Климентовичах проживало 441 постоянных жителей (212 мужчин и 229 женщин). В 2001 году по переписи населения в Климентовичах проживало 353 человека, 98 % из которых родным языком назвали украинский. На 2006 год в селе было 146 дворов, проживало 270 жителей. К 2007 году имелось 139 дворов при 264 жителях.

## Инфраструктура
Уличная сеть Климентовичей состоит из шести улиц (Юрия Гагарина, Лины Костенко, В. Котика, Лесной, Старкова и Тараса Шевченко). В ходе декоммунизации улицы Ленина и Островского были переименованы в Шевченко и Костенко соответственно.
В Климентовичах работает вечерняя школа (директор — Виктор Рыбак). Имеется сельский клуб (заведующий — А. А. Бондарчук) и фельдшерский пункт.
В селе расположена Шепетовская исправительная колония № 98, созданная в 1962 году. Колония является одной из самых больших подобных учреждений закрытого типа на Украине. Общая площадь колонии — 62 гектара. В 2003 году при колонии была построена Церковь святителя Николая Чудотворца (УПЦ МП).
При колонии работает учебное заведение профессионально-технического образования (руководитель — Владимир Новицкий).
Функционирует карьер гранодиоритов и гранитов, занимающий северную часть разведанного Климентовичского месторождения. Кроме карьера имеется дробильный комплекс.
На территории более 2500 гектар работает Климентовичское лесничество. 70 % леса состоит из дуба черешчатого и сосны обыкновенной. Рядом с селом существовал лесозавод. До 1970-х годов при лесозаводе действовала узкоколейная железная дорога.
В 2018 году на автомобильной дороге Хутор — Климентовичи проходили ремонтные работы.
В 1973 году был установлен памятный знак в честь воинов-односельчан. В 1983 году мемориал включён в список памятников местного значения Хмельницкой области.